# Oost-Saksisch voetbalkampioenschap 1923/24
In 1923/24 werd het 22ste voetbalkampioenschap van Oost-Saksen gespeeld, dat georganiseerd werd door de Midden-Duitse voetbalbond. De Kreisliga die de voorbije jaren gespeeld werd werd ontbonden en vervangen door de Gauliga. De clubs uit Opper-Lausitz werden opnieuw zelfstandig. In tegenstelling tot enkele andere competities waar er geschoven werd met clubs had dit voor de eersteklassers van Oost-Saksen geen impact omdat geen enkele club uit Opper-Lausitz erin geslaagd was naar de Kreisliga te promoveren.
Brandenburg Dresden werd kampioen en plaatste zich voor de Midden-Duitse eindronde. De club versloeg Zittauer BC, Plauener SuBC en verloor in de kwartfinale van Wacker Halle. 

## Gauliga
| Plaats | Club                      | Wed. | W  | G | V  | Saldo | Ptn.  |
| ------ | ------------------------- | ---- | -- | - | -- | ----- | ----- |
| 1.     | SV Brandenburg 01 Dresden | 18   | 12 | 4 | 2  | 60:21 | 28:8  |
| 2.     | Dresdner SC               | 18   | 11 | 3 | 4  | 42:23 | 25:11 |
| 3.     | Dresdner Fußballring      | 18   | 10 | 3 | 5  | 35:22 | 23:13 |
| 4.     | SV Guts Muts Dresden      | 18   | 9  | 4 | 5  | 48:31 | 22:14 |
| 5.     | SV 06 Dresden             | 18   | 7  | 5 | 6  | 34:36 | 19:17 |
| 6.     | Dresdner SpVgg 05         | 18   | 7  | 3 | 8  | 36:32 | 17:19 |
| 7.     | SG 1893 Dresden           | 18   | 5  | 4 | 9  | 26:39 | 14:22 |
| 8.     | Radebeuler BC 08          | 18   | 4  | 5 | 9  | 31:48 | 13:23 |
| 9.     | VTB Jahn Dresden          | 18   | 6  | 1 | 11 | 22:47 | 13:23 |
| 10.    | BC Sportlust Dresden      | 18   | 1  | 4 | 13 | 17:52 | 6:30  |

|  | Kampioen   |
|  | Degradatie |

## 1. Kreisklasse
| Plaats | Club                             | Wed. | W  | G | V  | Saldo | Ptn.  |
| ------ | -------------------------------- | ---- | -- | - | -- | ----- | ----- |
| 1.     | SC Dresdensia 1898 Dresden       | 18   | 12 | 4 | 2  |       | 28:08 |
| 2.     | SpVgg Eintracht-Viktoria Dresden | 18   | 11 | 3 | 4  |       | 28:08 |
| 3.     | VfR 1908 Dresden                 | 18   | 10 | 3 | 5  |       | 26:10 |
| 4.     | Meißner SV 08                    | 18   | 9  | 4 | 5  |       | 19:17 |
| 5.     | FC 1908 Sportbrüder Dresden      | 18   | 7  | 5 | 6  |       | 16:20 |
| 6.     | Fortuna Dresden                  | 18   | 7  | 3 | 8  |       | 16:20 |
| 7.     | SC Freital                       | 18   | 5  | 4 | 9  |       | 15:21 |
| 8.     | Südwest Dresden                  | 18   | 4  | 5 | 9  |       | 12:24 |
| 9.     | Guts Muts Meißen                 | 18   | 6  | 1 | 11 |       | 13:23 |
| 10.    | Pirnaer SC 1903                  | 18   | 1  | 4 | 13 |       | 09:27 |

|  | Finale     |
|  | Degradatie |

| Team 1                     | Uitslag | Team 2                     |
| -------------------------- | ------- | -------------------------- |
| SC Dresdensia 1898 Dresden | 1-0     | Eintracht-Viktoria Dresden |